# Ryan Cox
Ryan Cox, nacido el 9 de abril de 1979 en Johannesburgo (Sudáfrica) y fallecido el 1 de agosto de 2007 en la misma ciudad, fue un ciclista profesional sudafricano.

## Biografía
Ryan Cox debutó como profesional en el 2000 y en 2003 fichó por el equipo Barloworld. A pesar de su altura, era un buen escalador. Ganó el Tour de Langkawi en 2005 y fue dos veces campeón de Sudáfrica en ruta en 2004 y 2005.
Fallece el 1 de agosto del 2007 a causa de complicaciones en el posoperatorio de una lesión vascular de la pierna izquierda.

## Palmarés
2001
- 2.º en el Campeonato de Sudáfrica Contrarreloj

2002
- 2.º en el Campeonato de Sudáfrica en Ruta
- 3º en el Campeonato de Sudáfrica Contrarreloj

2003
- 1 etapa del Circuit des Mines

2004
- Campeonato de Sudáfrica en Ruta
- Vuelta al Lago Qinghai, más 1 etapa

2005
- Campeonato de Sudáfrica en Ruta
- 2.º en el Campeonato de Sudáfrica Contrarreloj
- Tour de Langkawi, más 1 etapa
- 1 etapa de la Vuelta al Lago Qinghai
- 2.º en el UCI Africa Tour
- 2.º en el UCI Asia Tour